# Kim Yong-dae
 Kim Yong-dae, né le 11 octobre 1979 à Miryang, est un footballeur sud-coréen. Il joue au poste de gardien de but avec l'équipe de Corée du Sud et le club du Football Club Séoul.

## Carrière

### En club
- 1998-2001 : Université Yonsei -  Corée du Sud
- 2002-2005 : Busan I'Park -  Corée du Sud
- 2005-2007 : Seongnam Ilhwa Chunma -  Corée du Sud
- 2008-2009 : Gwangju Sangmu Football Club -  Corée du Sud
- 2009 : Seongnam Ilhwa Chunma -  Corée du Sud
- 2010- : Football Club Séoul -  Corée du Sud
- 2016- : Ulsan Hyundai FC -  Corée du Sud

### En équipe nationale
Il fait partie de l'équipe de Corée du Sud lors du championnat du monde des moins de vingt ans en 1999.
Il garde le but de l'équipe de Corée du Sud pendant les Jeux olympiques d'été de 2000.
Kim participe à la coupe du monde 2006 avec l'équipe de Corée du Sud. Il est le deuxième choix du sélectionneur au poste de gardien de but.

## Palmarès
- 22 sélections en équipe nationale entre 2000 et 2008